# Famiglia di Cleveland
La famiglia di Cleveland, conosciuta anche come famiglia Scalish o Mayfield Road Mob, è una delle potenti famiglie mafiose di Cosa nostra statunitense, attiva nella città di Cleveland e dintorni, ed in tutto lo Stato dell'Ohio

## Storia

### I fratelli Lonardo e Porrello
La famiglia fu fondata agli inizi del '900 dai quattro fratelli Lonardo (Joe, Frank, John e Domenico) e dai sette Porrello (Rosario, Vincenzo, Angelo, Joseph, John, Ottavio e Raymond), emigrati negli Stati Uniti dalla cittadina siciliana di Licata

## Cleveland
- Frank Milano (1930 - 1935)
- Giuseppe Romano (1935 - 1936)
- Alfred Polizzi (1936 - 1945)
- John Scalish (1945 - 1976)
- James Licavoli (1976 - 1985)
- John Tronolone (1985 - 1991)
- Anthony Liberatore (1991 - 1993)
- Joseph Iacobacci (1993 - 2005)
- Russel Papalardo (2005 - Attualmente)

- Vicecapo

- Consigliere
- Raymond "Lefty" LaMarca (1999 - 2010)

- Soldati :
- Giovanni Di Mariangeli
- Craig Di Filippo
- Ronald Lucarelli Jr.
- Russell Massetta
- Carmine Minardi
- Antonio Volatta

- Associati :
- Giacomo Martino